# Schlacht am Bug

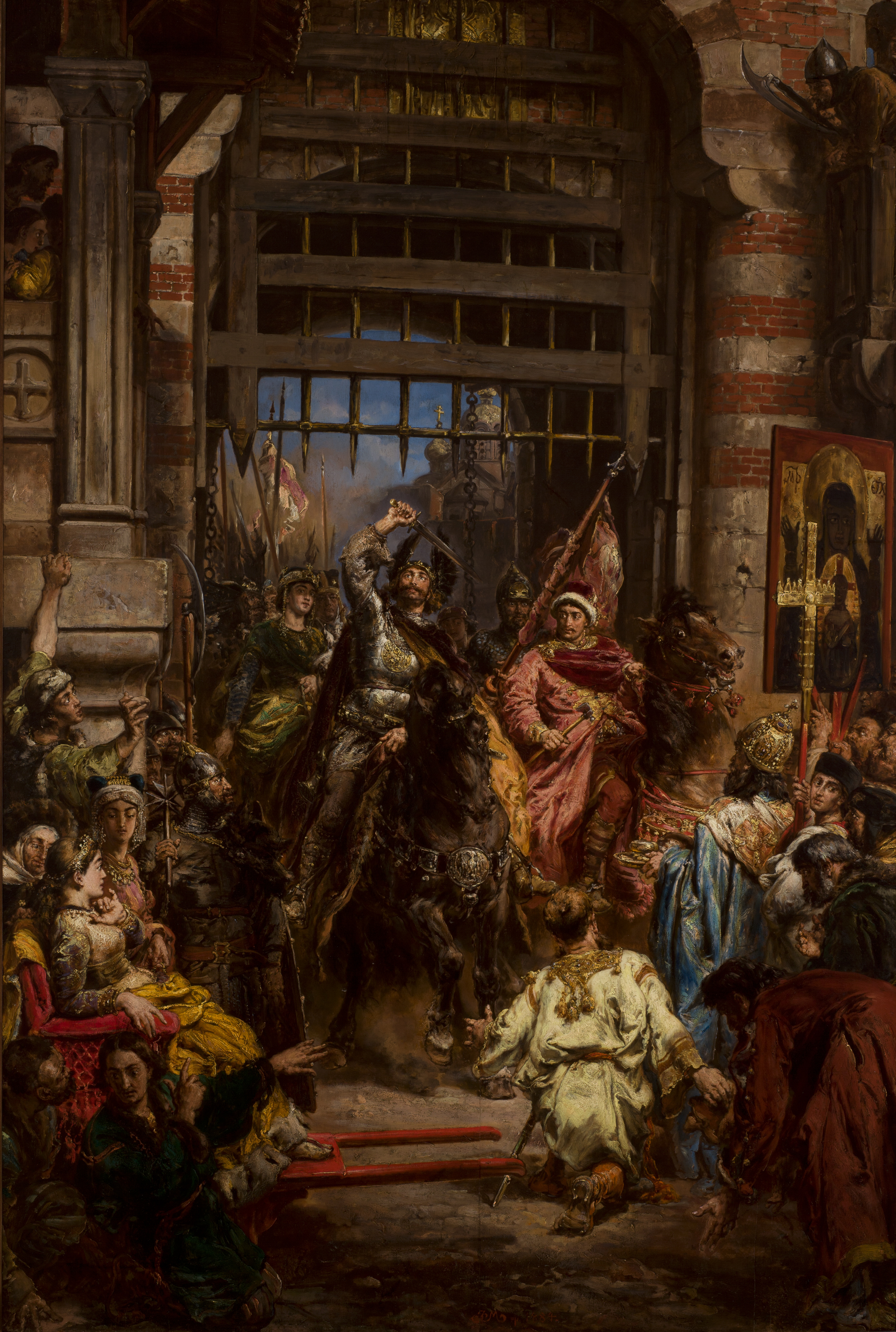
Boleslaw I. zieht in Kiew ein. Historiengemälde von Jan Matejko

Die Schlacht am Fluss Bug fand am 22. und 23. Juli 1018 zwischen den Streitkräften des Herzogs von Polen, Boleslaw I. und der Armee Nowgorods unter Jaroslaw dem Weisen, im Zuge eines Konflikts um die Nachfolge der Kiewer Rus, in Rotruthenien statt. Dabei gelang es Boleslaws Heer, den Fluss zu überqueren und Jaroslaws Kontingent zu besiegen.

## Vorgeschichte
Da Wladimir I., der Fürst von Kiew, zeitlebens zögerte, aus seinen vielen Söhnen einen festen Nachfolger zu wählen, sorgte dies während seiner gesamten Herrschaft immer wieder für Spannungen unter seinen Söhnen und ihm. Als sich schließlich abzeichnete, dass er einen seiner jüngeren Söhne, Boris, favorisierte, kam es zu einem Bürgerkrieg. Die beiden ältesten Söhne, Jaroslaw und Swjatopolk, rebellierten und weigerten sich ihrem Vater Tribut zu zollen, woraufhin Swjatopolk verhaftet wurde und Wladimir eine Streitkraft sammelte, um gegen Jaroslaw, der in Nowgorod residierte, zu ziehen. Dazu kam es aber nicht, da Wladimir 1015 noch in Kiew erkrankte und verstarb.
Swjatopolk, der in Kiew gefangen war, wurde von seinen Verbündeten befreit und nutzte den plötzlichen Tod seines Vaters, um sich selbst zum neuen Fürsten zu erklären, und ließ seine drei jüngeren Brüder, Boris, Gleb und Swjatoslaw, ermorden. Somit war Jaroslaw der einzige übriggebliebene Sohn Wladimirs, der neben Swjatopolk einen Anspruch auf den Thron hatte. 1016 zog Jaroslaw schließlich gegen seinen Bruder und besiegte ihn in der Schlacht von Ljubetsch, woraufhin dieser zu seinem Schwiegervater Boleslaw von Polen floh. Von dort aus zog Boleslaw 1018 gegen Kiew, um seinen Schwiegersohn als Fürst einzusetzen und somit seinen Einfluss zu erweitern.
Schließlich standen sich beide Streitkräfte am 22. Juli am Bug gegenüber.

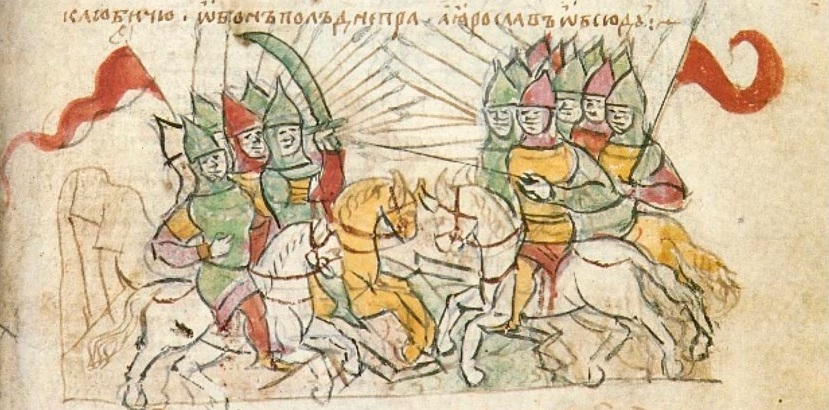
Die Schlacht von Ljubetsch 1016.

## Schlachtverlauf
Laut dem polnischen Chronisten Gallus Anonymus begann die Schlacht durch einen Zufall. Während die Männer Boleslaws am Ufer des Flusses Tiere schlachteten, wurden sie von der anderen Seite von den Soldaten Jaroslaws beleidigt, was schließlich dazu führte, dass die Polen ohne Befehl übersetzten, um die Rus zu vertreiben, wobei es ihnen gelang, einen Brückenkopf zu bilden. Boleslaw, der als erstes davon erfuhr, nutzte die Situation, um den Rest seiner Armee über den Fluss zu schiffen  und griff den überraschten Jaroslaw an. Da dieser nicht genug Zeit hatte, um seine Truppen in Schlachtordnung aufzustellen, wurden die Rus in ihrem Lager niedergeritten und schließlich nach nur einer Stunde in die Flucht geschlagen.

## Folgen
Jaroslaw zog sich nach Nowgorod zurück und Swjatopolk wurde erneut als Fürst in Kiew eingesetzt. Allerdings konnte sich der im Volk unbeliebte Swjatopolk ausschließlich auf polnische Hilfe stützen, weswegen Boleslaws Truppen in Kiew und den anderen Städten der südlichen Rus stationiert wurden. Da sie sich allerdings wie Räuber und Unterdrücker zeigten, erhoben sich die Kiewer im Jahr 1018 zu einem Aufstand und begannen laut Chronik, die Polen zu „erschlagen“. Boleslaw zog sich hastig nach Polen zurück, nahm den Staatsschatz sowie gefangengenommene Schwestern von Jaroslaw mit. Außerdem besetzten seine Truppen Rotruthenien. Swjatopolk erwies sich bald als inkompetenter Herrscher und es gelang ihm nicht, seine Macht zu konsolidieren und den letzten entscheidenden Schlag gegen Jaroslaw zu führen, was zu dessen Wiedererstarken führte. Schließlich kam es 1019 erneut zur Schlacht zwischen den beiden Brüdern, wobei Jaroslaw Swjatopolks Armee vernichtete. Swjatopolk starb nach der Schlacht, womit der Krieg um die Nachfolge endgültig beendet war. Rotruthenien wurde 1031 von Jaroslaw zurückerobert.